# Gornet-Cricov
Gornet-Cricov est une commune roumaine du județ de Prahova, dans la région historique de Valachie et dans la région de développement du Sud.

## Géographie
La commune de Gornet-Cricov est située au nord-est du județ, sur la rivière Cricovul Sărat, affluent de la rive gauche de la Prahova, dans les collines subcarpathiques de Buzău, à 10 km au nord de Urlați et à 35 km au nord-est de Ploiești, le chef-lieu du județ.
La municipalité est composée des six villages suivants (population en 1992) :
- Coșerele (616) ;
- Dobrota (482) ;
- Gornet-Cricov (474), siège de la municipalité ;
- Priseaca (399) ;
- Țărculești (777) ;
- Valea Seacă (157).

## Politique et administration
| Période                                  | Période  | Identité      | Étiquette | Qualité |
| ---------------------------------------- | -------- | ------------- | --------- | ------- |
| Les données manquantes sont à compléter. |          |               |           |         |
|                                          | 2012     | Gheorghe Nițu | PNL       |         |
| 2012                                     | En cours | Ion Călin     | PER, PNL  |         |

| Parti | Parti                          | Sièges |
| ----- | ------------------------------ | ------ |
|       | Parti social-démocrate (PSD)   | 3      |
|       | Parti national libéral (PNL)   | 7      |
|       | Parti national démocrate (PND) | 1      |

## Religions
En 2002, la composition religieuse de la commune était la suivante :
- Chrétiens orthodoxes, 94,06 % ;
- Pentecôtistes, 4,78 % ;
- Chrétiens évangéliques, 0,85 %.

## Démographie
En 2002, la commune comptait 2 692 Roumains (99,88 %). On comptait à cette date 1 544 ménages et 1 116 logements.
| 1992  | 2002  | 2007  |
| ----- | ----- | ----- |
| 2 905 | 2 695 | 2 536 |

## Économie
L'économie de la commune repose sur l'agriculture (viticulture, vergers) et l'élevage.

## Communications

### Routes
La route régionale DJ102C Albești-Paleologu-Lapoș permet de rejoindre Urlați et la DN1B Ploiești-Buzău.